# Hedrödmyra
Hedrödmyra (Myrmica sabuleti) är en myrart som beskrevs av Frederik Vilhelm August Meinert 1861. Hedrödmyra ingår i släktet rödmyror, och familjen myror. Arten är reproducerande i Sverige. Inga underarter finns listade i Catalogue of Life.

## Bildgalleri

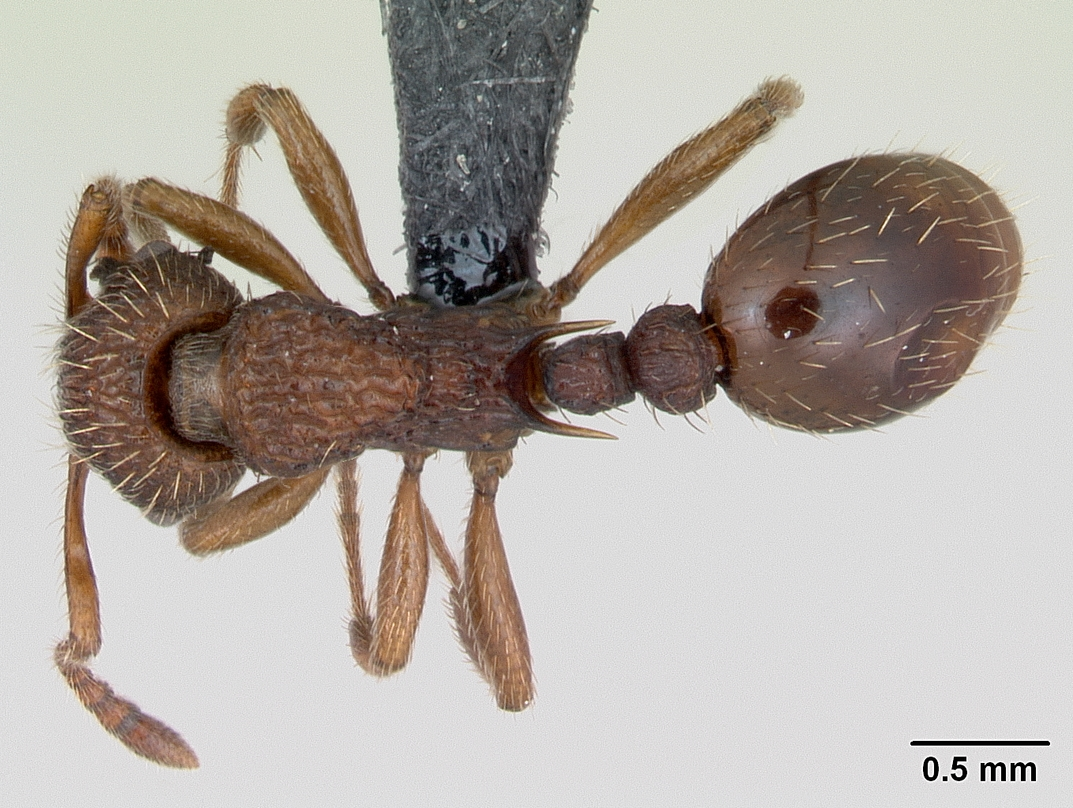
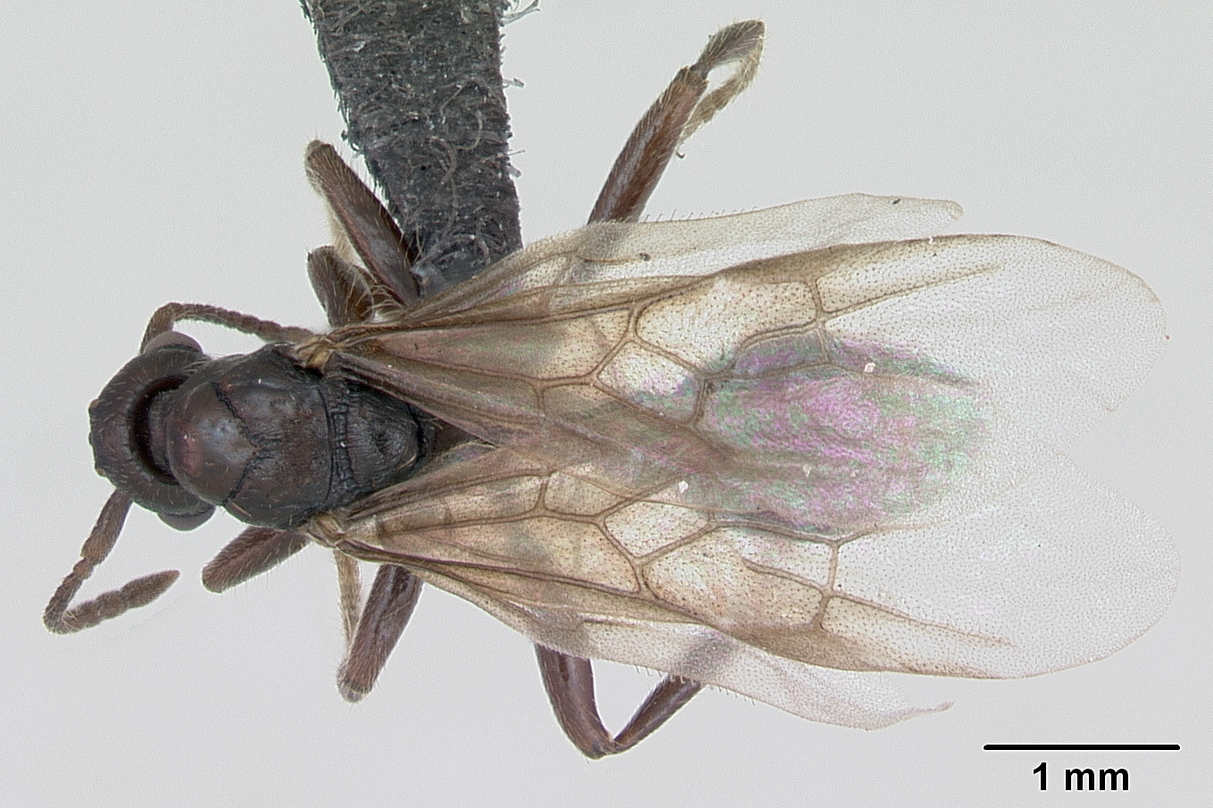
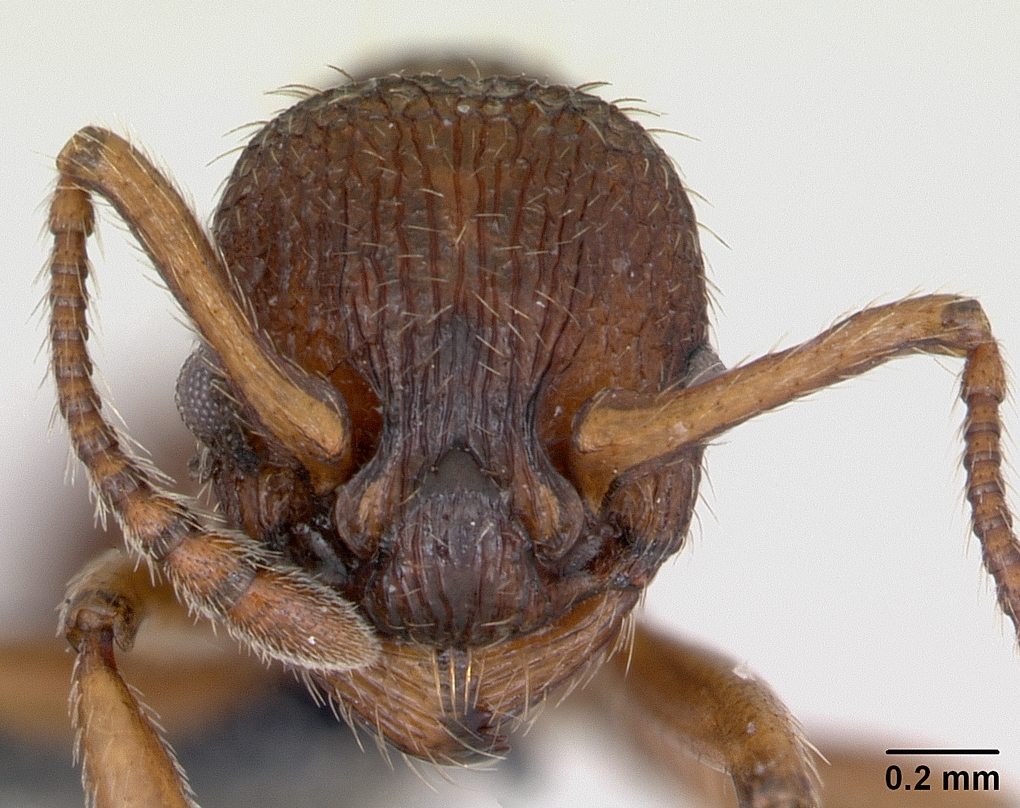
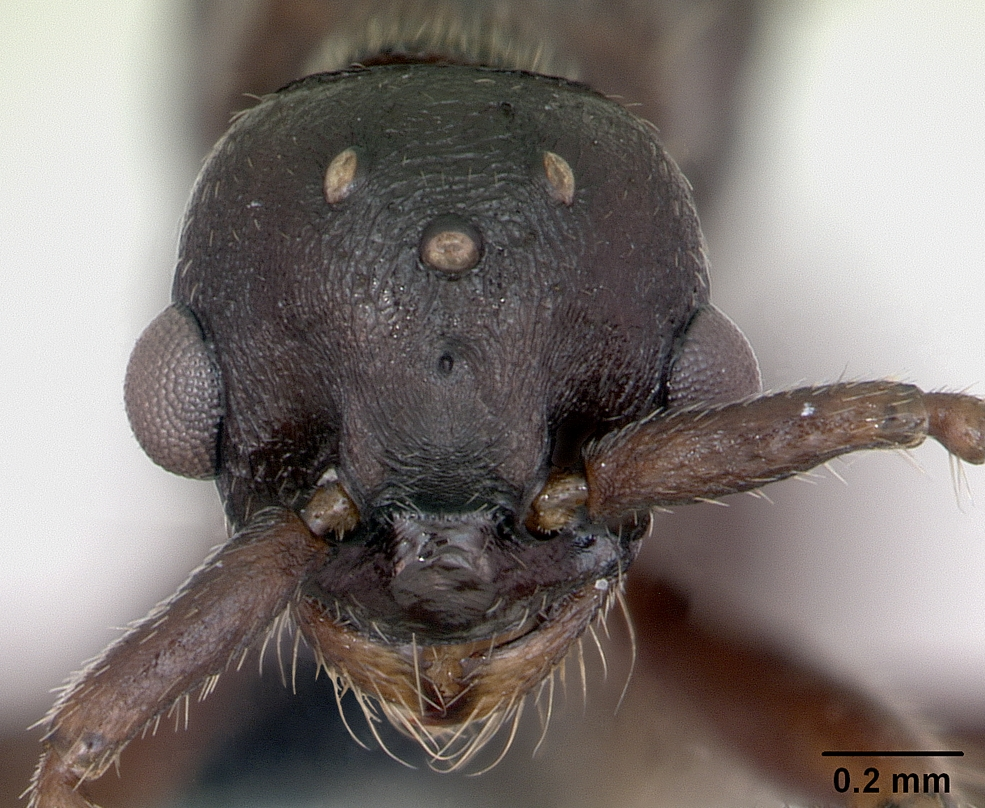
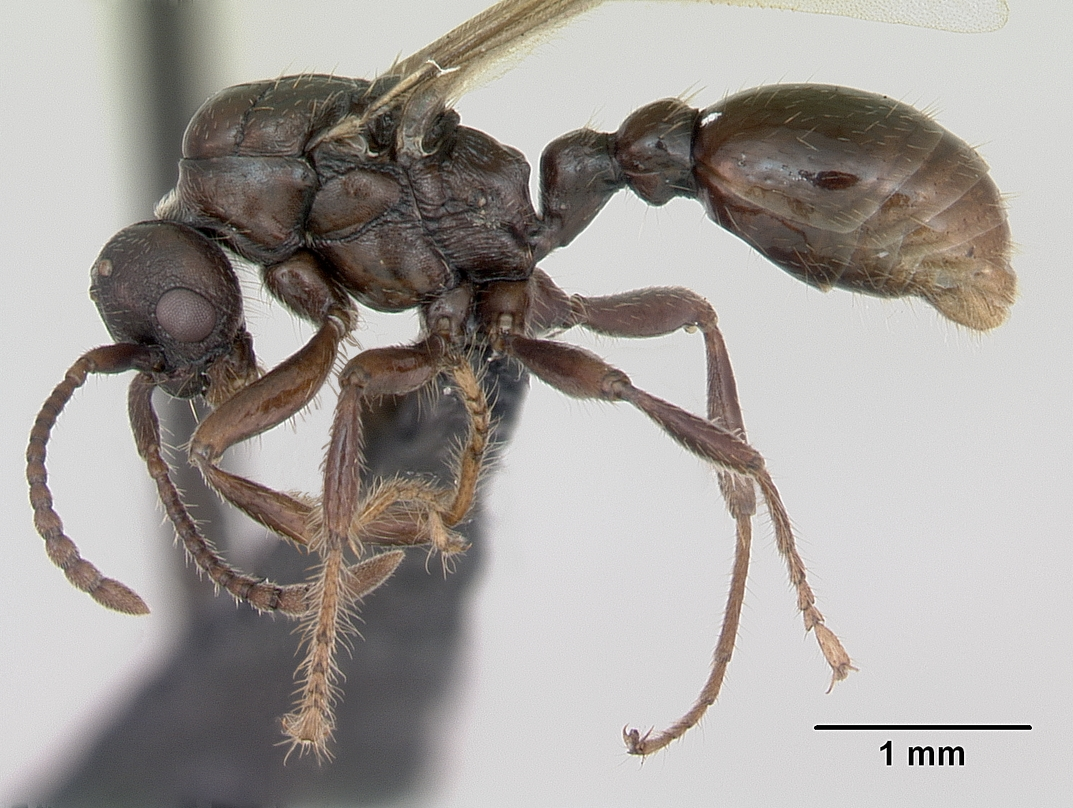
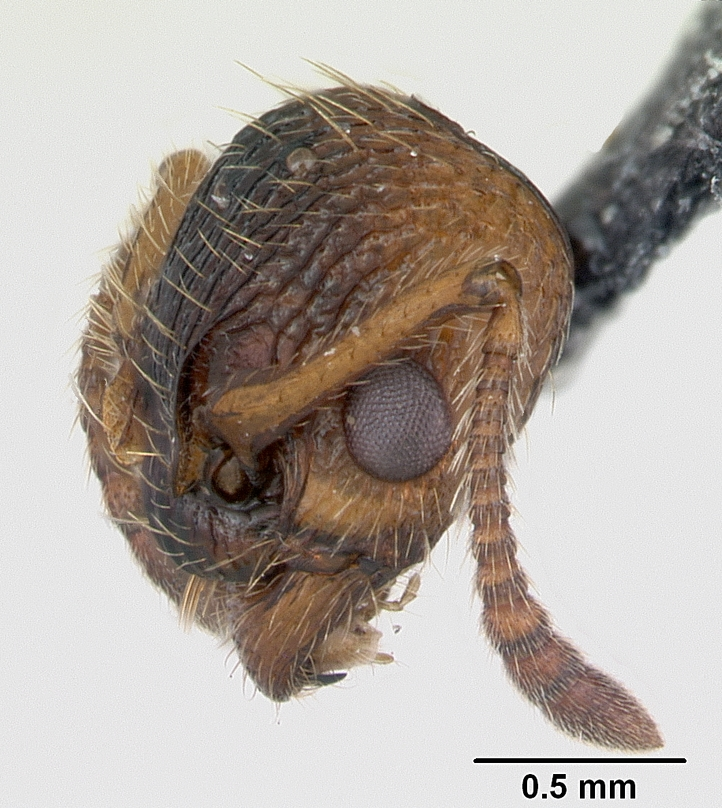